# تندو بنت حسين
تندو بنت حسين بن أويس (ت. 822 هـ/1419 م) كانت ملكة مغولية من الجلائريون. هربت من بغداد إلى مصر مع عمها أحمد بن أويس لمّا طردهم تيمورلنك منها. تزوجت السلطان المملوكي الظاهر برقوق في مصر ثم تفارقوا فتزوجت ابن عمها شاه ولد. رجعوا إلى بغداد ومات عمها وأقيم زوجها في السلطنة فدبرت قتله واستولت هي على الحكم. اتسع حكمها حتى وصل إلى جزيرة الشافعية ودعي لها في المساجد، وبقيت على الحكم حتى توفيت سنة 822 هجرية.